# Чампион (Небраска)
Чампион (енгл. Champion) насељено је место без административног статуса у америчкој савезној држави Небраска.

## Демографија
По попису из 2010. године број становника је 103.
| Група             | 2000.    | 2010.      |
| Белци             | 0 (0,0%) | 96 (93,2%) |
| Афроамериканци    | 0 (0,0%) | 0 (0,0%)   |
| Азијати           | 0 (0,0%) | 0 (0,0%)   |
| Хиспаноамериканци | 0 (0,0%) | 6 (5,8%)   |
| Укупно            | 0        | 103        |